# Hydrovatus perssoni
Hydrovatus perssoni är en skalbaggsart som beskrevs av Olof Biström och Nilsson 1997. Hydrovatus perssoni ingår i släktet Hydrovatus och familjen dykare. Inga underarter finns listade i Catalogue of Life.